# South (zespół muzyczny)
South – brytyjski zespół rockowy założony w 1998 roku w Londynie.

## Historia
South zostało utworzone w Londynie w 1998 roku i w założeniu miał być zespołem grającym muzykę elektroniczną. Pierwszym mentorem muzyków z South był Ian Brown – były frontman zespołu The Stone Roses. W późniejszym okresie działalności, zespół tworzył pod wpływem Jamesa Lavelle, który jest członkiem zespołu Unkle, balansującego pomiędzy różnymi klimatami muzycznymi.
Po wydaniu  w USA promocyjnego albumu pod tytułem Overused, South wydali pierwszy oficjalny, studyjny album pt. From Here On In, który zawierał takie utwory, jak Paint the Silence, czy Keep Close. Album spotkał się z gorącym przyjęciem, szczególnie na Wyspach Brytyjskich. Utwór Paint the Silence z tego albumu, został użyty jako soundtrack w serialu Życie na fali.
W 2003 roku, 2 lata po wydaniu From Here On In, zespół wypuścił nowy album, zatytułowany With the Tides, który zawierał m.in. Colours in Waves i Loosen Your Hold.
Zespół pomiędzy rokiem 2003 a 2006 miał przerwę w nagraniach. W 2004 roku zespół rozpoczął pracę nad stworzeniem własnego studia, gdzie w 2006 wydał Adventures in the Underground Journey to the Stars, często nazywany po prostu Adventures. Album promowany był przez singiel A Place in Displacement.
Czwarty album został wydany w 2008 roku pod tytułem You Are Here.
Na stronie myspace.com, Jamie McDonald poinformował, że zespół zawiesza działalność na czas nieokreślony i nie ma żadnych planów w związku z przyszłym wspólnym nagrywaniem, bądź koncertowaniem.

## Skład
- Joel Cadbury – wokal, gitara, gitara basowa
- Jamie McDonald – keyboard, gitara, gitara basowa, perkusja
- Brett Shaw – keyboard, gitara, gitara basowa, perkusja

## Dyskografia

### Albumy studyjne
- Overused (2000)
- From Here On In (2001)
- With the Tides (2003)
- Adventures in the Underground Journey to the Stars (2006)
- You Are Here (2008)

### EP-ki
- All In For Nothing (2001)
- Constantly Burning (2001)
- Speed Up / Slow Down (2005)

### Single
- Time To Riot / Dub Remedies (1999)
- Run On Time / Torriano (1999)
- Sight Of Me / Better Things (2000)
- 4 Track Sessions (2000)
- Interim (2000)
- Paint The Silence (2001)
- Keep Close (2001)
- Broken Head (2001)
- Loosen Your Hold (2003)
- Colours In Waves (2004)
- Motiveless Crime (2004)
- A Place in Displacement (2006)
- Up Close And Personal (2006)
- Better Things (2008)
- Wasted (2008)

### Kompilacje
- Paint the Silence – Music from the OC: Mix 1 (2004, Warner Bros./WEA)
- Up Close and Personal – Acoustic 07 (2007, V2 Records)